# 劉良寀
劉良寀（16世紀—16世紀），字寅之，湖廣荊州府監利縣人，明朝政治人物。

## 生平
劉良寀是嘉靖二十二年（1543年）癸卯科湖廣鄉試舉人，授遂寧知縣，陞成都同知，遇上龍州土司薛兆乾叛亂，他奉命督餉偵得要領，派遣使者進入賊人巢穴捕獲對方首領，境內得以安寧，以功績陞龍安知府，後來辭官回鄉，士人視為先師，八十九歲去世，入祀鄉賢祠。

## 引用
1. 1 2  同治《監利縣志·卷十·人物志》：劉良寀，字寅之，嘉靖癸卯舉人，除遂寧知縣，遷成都府同知，值龍州土司薛兆乾叛會兵進勦，良寀奉檄督餉，詗得要領，遣使入賊巢獲其渠魁，境內以安，錄功遷龍安知府，解組歸，家法嚴整，世皆師之，壽八十九卒，子中春，曾孫在朝，元孫懋夏、懋彝等自有傳。  《湖廣通志》，參舊府縣志，崇祀鄉賢